# 九六式中迫撃砲
九六式中迫撃砲（96しきちゅうはくげきほう）は、大日本帝国陸軍の迫撃砲である。実際の制式制定は1939年（昭和14年）4月であった。

## 概要
九四式軽迫撃砲と同様に駐退復座機を持つ大口径の迫撃砲である。ストークブラン式迫撃砲の拡大型であるものの、口径増大のために駐退復座機を装備して発射反動を低減させる方針を採ったことにより構造は複雑化し、取扱に不便な大重量となってしまった。
なお本砲が「中」迫撃砲と呼ばれるのは、後述のようにその開発経緯によるものであり、実質は各国の重迫撃砲に相当するものである。

## 開発
1930年（昭和5年）頃陸軍科学研究所では毒ガス弾の投射機として口径10 cmと15 cmのものを研究していた。同時期、陸軍技術本部でも口径15 cmの九〇式軽迫撃砲を開発していたため、1932年（昭和7年）4月、両所の担当者が合同会議を開催し、改めて技術本部において軽・中・重の各迫撃砲を研究することとされた。このうち軽は九四式軽迫撃砲、重は九六式重迫撃砲として完成した。中については口径150 mmとされ、九四式軽迫撃砲に準ずる構造を採用して1934年（昭和9年）4月から設計試製に入った。
1935年（昭和10年）4月大阪工廠に試製発注、同年11月試製砲が完成して各種試験を実施後、翌年4月陸軍野戦砲兵学校に実用試験を委託し、実用に適するという判決を受けた。この折には陸軍習志野学校も立ち会い、ガス弾投射機としての協定の成果を確認した。更に実用上の若干の改修を行ったものを1936年（昭和11年）11月、昭和11年度冬季北満試験に供試した。
1938年（昭和13年）7月仮制式上申し、1939年（昭和14年）4月に九六式中迫撃砲として制定された。

## 構造
砲口装填式(前装)で有翼弾を発射する滑腔砲である。構造要領は九四式軽迫撃砲と同一だが、墜発式・撃発式併用とされた。砲口装填式の迫撃砲の場合、撃発使用時に二重装填の危険性があり、実際に十一年式曲射歩兵砲などで事故の報告も上がっていた。砲口から砲弾を滑り落として発射する墜発の場合はこの問題を解決できるため、九四式軽迫撃砲では墜発を採用したが、本砲の場合仮に二重装填をしてしまっても砲口から砲弾の頭部が露出するため発見が容易であり、事故を防止できるとの見地から撃発も併用することとなった。
本砲の特徴である砲身後座式の駐退復座機は駐退機が水圧式、復座機がばね式で、基準後座長は270 mm、最大で300 mmであった。高低照準具は複螺式と呼ばれる、内側と外側の支柱が同時に上下する構造であり、以後九七式中迫撃砲等でも使用された。
大口径のため本砲の駐退復座機は重く複雑なものとなり、放列砲車重量は722 kgとなった。確かに大威力ではあるもののストークブラン式迫撃砲の最大の特徴である軽便さからは程遠い兵器となってしまった。このため後継砲である九七式中迫撃砲では駐退復座機を省略、発射反動については大型の副床板を併用することで解決を図ったが、副床板を含めると総重量は有意な変化がなく、最終的には威力低下を忍んで口径120 mmの二式十二糎迫撃砲が開発されることになる。

## 生産と配備
制式はされたものの、大阪陸軍造兵廠第一製造所で昭和12年に3門製造された後は暫く生産されなかった。ガス弾発射機としては九四式軽迫撃砲を全面的に使用することとなった。このため本砲用のガス弾は製造されていない。一説には約90門が生産されたとも言われるが、大阪造兵廠第一製造所の調査によると1942年（昭和17年）10月現在までの生産数（火砲製造完成数）は僅か17門であった。どちらにしても、この時点で既に九七式中迫撃砲が生産に入っており、更に二式十二糎迫撃砲も開発中であったため、本砲の製造数がごく僅かだったことには変わりがない。